# Cassine burkeana
Cassine burkeana là một loài thực vật có hoa trong họ Dây gối. Loài này được (Sond.) Kuntze mô tả khoa học đầu tiên năm 1891.